# 金昌滿

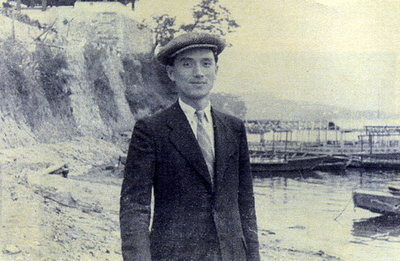
金昌滿 (1946年)

金昌滿(김창만，1907年—1966年)，北韓政治家，延安派人，官至國家副首相及朝鮮勞動黨中央委員會副委員長兼政治委員，後於1966年被肅清。

## 生平
金昌滿出生於咸鏡南道金野郡，後於1928年在中國的中山大學畢業。1941年，他與金斗奉和崔昌益等人組成朝鮮獨立同盟，並在中國東北參與抗日戰爭。翌年，他被選為朝鮮義勇軍華北地區政治委員。
1945年8月，日本投降，二戰結束，金昌滿從中國返回北韓，並在不久後加入朝鮮勞動黨前身之一—北朝鮮勞動黨。1946年，他被委任為該黨的宣傳部長。翌年，他成為寺洞幹部學校的校長。1953年被委任為中央宣傳鼓動部部長。1956年，他接任白南雲為教育部長。同年8月，延安派人金斗奉、崔昌益和蘇聯派人朴昌玉因不滿時任最高領導人金日成的個人崇拜和其推行的政策而發動八月宗派事件，但未能成功。事後，金昌滿由於向金日成表示忠誠，並批評金斗奉等人為反動份子而未遭肅清，更受到器重。
1957年，金昌滿被任命為最高人民會議外交委員長。1961年晉升為朝鮮勞動黨中央委員會副委員長兼政治委員。翌年，他更成為國家副首相。然而，在1966年，他忽然被停止所有職務，隨後更被肅清，原因不明。

## 資料來源
1. 1 2 3 4 5 6 7  .   [2013-12-25]. （原始内容存档于2013-12-27）.